# Vista Hermosa, Ixtaczoquitlán
Vista Hermosa är en ort i Mexiko.   Den ligger i kommunen Ixtaczoquitlán och delstaten Veracruz, i den sydöstra delen av landet, 220 km öster om huvudstaden Mexico City. Vista Hermosa ligger 1 266 meter över havet och antalet invånare är 246.
Terrängen runt Vista Hermosa är huvudsakligen kuperad, men åt sydväst är den bergig. Runt Vista Hermosa är det mycket tätbefolkat, med 1 361 invånare per kvadratkilometer. Närmaste större samhälle är Córdoba, 15,9 km öster om Vista Hermosa. Trakten runt Vista Hermosa består till största delen av jordbruksmark.